# Province della Finlandia

Province della Finlandia

Le province della Finlandia (in finlandese maakunta, letteralmente comuni territoriali, in svedese landskap) costituiscono come enti locali la prima suddivisione amministrativa del Paese e sono pari a 19. Istituite nel 1997 in numero di 20, hanno rappresentato la suddivisione locale di secondo livello fino al 2009, quando le contee sono state formalmente abolite; nel 2011 è stata inoltre disposta la soppressione della provincia dell'Uusimaa orientale, aggregata a quella dell'Uusimaa.

## Profili istituzionali
Una provincia è espressamente definita come un'entità di collaborazione amministrativa tra comuni limitrofi, i quali mantengono la loro piena autonomia decisionale.
Delle 19 maakunta finlandesi, solo la provincia autonoma delle Isole Åland ha un parlamento direttamente eletto dai cittadini; nelle altre 18 maakunta, invece, la giunta provinciale è nominata dai consigli comunali (i quali sono scelti tramite consultazione elettorale). Un esperimento riguardo Kainuu è terminato nel 2015.
La confederazione delle province è responsabile della pianificazione e sviluppo generale delle province stesse, ognuna delle quali è diretta da un direttore.

## Aree di benessere
Le province sono state usate come base nel 2022 per creare le aree di benessere, un ente locale molto innovativo per il sistema finlandese in quanto eletto direttamente dai cittadini tramite consultazioni regionali. Le aree sono responsabili del servizio sanitario e quindi degli ospedali. In genere a ogni provincia corrisponde un'area, tranne nella troppa popolosa Uusimaa che è stata suddivisa in quattro aree, meno la città di Helsinki dove i relativi poteri sono stati dati direttamente al comune. Anche le Åland sono escluse perché lì la provincia autonoma aveva già questi poteri.
Le prime elezioni si sono svolte nel 2022, mentre le prossime saranno nel 2025 per unirle a quelle comunali.

## Lista
| Luogo | Stemma | Province                                     | Capoluogo    | Popolazione (2022) | Superficie (km²) |
| ----- | ------ | -------------------------------------------- | ------------ | ------------------ | ---------------- |
|       |        | Åland Ahvenanmaa                             | Mariehamn    | 30 359             | 1 553            |
|       |        | Carelia Meridionale Etelä-Karjala            | Lappeenranta | 125 353            | 5 328            |
|       |        | Carelia Settentrionale Pohjois-Karjala       | Joensuu      | 162 540            | 17 760           |
|       |        | Finlandia Centrale Keski-Suomi               | Jyväskylä    | 272 437            | 16 703           |
|       |        | Kainuu                                       | Kajaani      | 70 521             | 21 500           |
|       |        | Kanta-Häme                                   | Hämeenlinna  | 169 537            | 5 198            |
|       |        | Kymenlaakso                                  | Kouvola      | 159 488            | 5 149            |
|       |        | Lapponia Lappi                               | Rovaniemi    | 175 795            | 92 667           |
|       |        | Ostrobotnia Pohjanmaa                        | Vaasa        | 176 323            | 7 752            |
|       |        | Ostrobotnia Centrale Keski-Pohjanmaa         | Kokkola      | 67 805             | 5 019            |
|       |        | Ostrobotnia Meridionale Etelä-Pohjanmaa      | Seinäjoki    | 190 774            | 13 444           |
|       |        | Ostrobotnia Settentrionale Pohjois-Pohjanmaa | Oulu         | 416 543            | 35 510           |
|       |        | Päijät-Häme                                  | Lahti        | 204 528            | 5 124            |
|       |        | Pirkanmaa                                    | Tampere      | 532 671            | 12 585           |
|       |        | Savo Meridionale Etelä-Savo                  | Mikkeli      | 130 451            | 14 257           |
|       |        | Savo Settentrionale Pohjois-Savo             | Kuopio       | 247 689            | 16 768           |
|       |        | Satakunta                                    | Pori         | 212 556            | 7 819            |
|       |        | Uusimaa                                      | Helsinki     | 1 733 033          | 9 097            |
|       |        | Varsinais-Suomi                              | Turku        | 485 567            | 10 663           |